# Тримонциум (хотел)
Хотел „Тримонциум“, наричан и „Тримона“, е емблематичен за Пловдив петзвезден хотел, намиращ се на площад Централен в града. От 2013 г. официалното име на хотела е „Рамада Пловдив Тримонциум“. До хотела се намира пешеходен подлез под булевард „Цар Борис III – Обединител“, известен на пловдивчани с името на хотела.

## История
За да се построи хотела са съборени няколко сгради на улица „Капитан Райчо“ в началото на 1950-те години. В една от сградите (№13) е живял Иван Вазов. Първата копка на сградата на хотела е направена през 1954 г. и за една година хотелът е завършен. Проектът на сградата е на архитект Борис Йолов, а изпълнението на архитект Стефан Тодоров от Пловдив. Името Тримонциум избира първият му директор Владимир Костов. Откриването на хотела е забавено и направено 2 септември 1956 г. в чест на Априлския пленум на ЦК на БКП.
През периода 1956 – 1988 г. са предприемани само частични реконструкции, най-съществената от които е проведена 1975. До 1975 г. е част от националната туристическа организация „Балкантурист“, включваща хотели от най-висока категория, след което се присъединява към международната хотелска верига „Интерхотели“, обединяваща висококатегорийните хотели в бившите социалистически страни.
След приватизацията на хотела от турската верига „Принцес Груп“ през май 1998, същата година е затворен за цялостна реконструкция. През месец май 2008 г., международната хотелска верига „Дедеман Хотелс & Ризортс Интернейшънъл“ поема управлението на хотела за 10 г.
През 2013 г. американската верига „Рамада“ придоби хотела за минимум пет години чрез франчайз договор.
Това е първият обект в България, който ще работи под тази марка. Казиното остава под прякото ръководство на Суди Озкан.
До приватизацията във вътрешността на хотела има фонтан, градина и известното заведение, място за среща на пловдивските бохеми, „Бумбарника“, където се сервира бумбар. След това градината е заменена с плувен басейн, а в заведението се настанява казино.